# Zikmund III. Vasa
Zikmund III. Vasa či Zikmund Švédský (polsky Zygmunt III Waza, švédsky Sigismund III Vasa, latinsky Sigismundus III Vasa; 20. června 1566 zámek Gripsholm, Mariefred, Švédsko – 30. dubna 1632 Varšava, dnes Polsko) byl polský král, litevský velkokníže a švédský král z dynastie Vasovců. Polsko-litevskému soustátí vládl v letech 1587 až 1632, Švédsku vládl od roku 1592 do sesazení svým strýcem Karlem IX. a švédskými stavy roku 1599.

## Mládí
Byl synem vévody Jana Finského (budoucího švédského krále Jana III.) a jeho první manželky Kateřiny Jagellonské. Narodil se 20. června 1566 na Gripsholmském zámku, kde byli jeho rodiče internováni po nezdařeném pokusu o svržení Janova staršího bratra Erika XIV. Jeho otec byl luterán, matka katolička. Sám byl vychováván jako katolík. V dětství byl vyučován souběžně ve švédštině a polštině, takže se stal bilingvním, mimoto uměl německy, latinsky a italsky.

## Polským králem
V roce 1587, po smrti Štěpána Báthoryho, byl s přispěním své tety, královny-vdovy Anny Jagellonské,
zvolen vládcem Republiky obou národů. Jeho protikandidátem byl arcivévoda Maxmilián Habsburský, bratr císaře Rudolfa II., který Zikmundovu volbu zpochybnil, a dokonce se pokusil své nároky prosadit vojensky. Byl však v bitvě u Byczyny poražen, zajat a donucen se svých nároků vzdát. Zikmund poté zpečetil mír svým sňatkem s Maxmiliánovou sestřenicí Annou Habsburskou, čímž si i do budoucnosti zajistil spojenectví s Habsburky. Společně s královnou do Polska dorazila i její dvorní dáma Ursula Meyerinová, která se později stala hofmistryní královnina dvora, vychovatelkou královských dětí, Zikmundovou důvěrnicí a nejpozději po smrti královny Anny v roce 1598 i jeho milenkou.

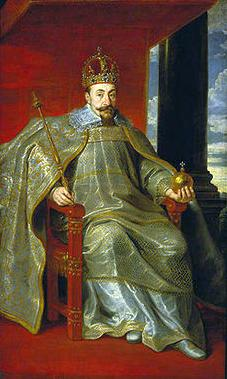
Zikmund III. Vasa v polském korunovačním oděvu

## Zápas o švédskou korunu
Po smrti svého otce v listopadu 1592 začal Zikmund hledat cestu, jak vytvořit personální unii Polska a Švédska. Jeho otec, který během své vlády konvertoval ke katolicismu, byl ve Švédsku velmi neoblíbený a z toho důvodu vyvolával nedůvěru švédských stavů rovněž Zikmundův katolicismus. Teprve když přislíbil respektovat luteránství jako státní náboženství Švédska, byl 19. února 1594 v Uppsale korunován švédským králem. Ještě téhož roku ale Švédsko opustil a svým zástupcem ve Švédsku jmenoval svého strýce, prince Karla, a Finsko svěřil do správy někdejšího oblíbence svého otce, admirála Claase Fleminga, který byl katolíkem. Zikmund tím chtěl oslabit Karlovu pozici, což se mu podařilo. Napětí mezi Karlem a Flemingem vyvrcholilo během finského selského povstání tzv. obuškové války, při němž Karel otevřeně stranil povstalcům. Fleming ještě stačil povstání krvavě potlačit, ale krátce nato ještě v roce 1597 zemřel a Zikmund tak ztratil ve Švédsku svého hlavního spojence. Karel využil Flemingovy smrti k tomu, aby se bez Zikmundova souhlasu jmenoval regentem celého Švédského království.
Zikmund na počátku roku 1598 utrpěl vážnou osobní ztátu, když po komplikovaném porodu zemřela jeho manželka Anna Rakouská. Teprve v červenci se rozhodl pro intervenci, avšak po dobytí několika pobřežních měst v jižním Švédsku byl 25. září Karlovými vojsky poražen v bitvě u Stångebro a donucen uzavřít nevýhodný mír, načež uprchl zpět do Polska. Zikmundovi zůstala věrná posádka Kalmarského hradu, jejíchž 22 příslušníků bylo po dobytí hradu Karlovými vojáky v květnu 1599 popraveno. Následovalo svolání sněmu (rigstagu), na němž byl v červenci 1599 oficiálně sesazen. Sněm mu nabídl dohodu, podle níž se měl švédským králem stát Zikmundův nezletilý syn Vladislav, za předpokladu že konvertuje k luteránství. Na to však Zikmund nepřistoupil.
Část finských šlechticů, kteří zůstali věrní Zikmundovi, proti Karlovi povstala, ale Karel je oblehl v Turku a donutil ke kapitulaci. 14 vůdců povstání včetně dvou synů Claase Fleminga - Johanna a Olofa, pak bylo Karlem odsouzeno k smrti a popraveno. Johanu Flemingovi podle pověsti sťal hlavu sám princ Karel. Další šlechtici byli zatčeni, uvězněni a pět z nich, včetně královského kancléře Erika Sparreho, později v Linköpingu rovněž popraveno. Právě na říšském sněmu v Linköpingu pak byl Karel v březnu 1604 zvolen novým švédským králem Karlem IX, korunován však byl až v roce 1607.

## První válka se Švédskem
Zikmund se s touto situací nikdy nesmířil. Většinu času své vlády se pokoušel opětovně získat švédský trůn. Jeho svržení ze švédského trůnu vyvolalo řadu polsko-švédských dynastických válek, v nichž se on a jeho nástupci neúspěšně snažili o znovusjednocení obou zemí pod jednou vládou.
První z nich vypukla roku 1600, kdy se Švédové nenadálným útokem zmocnili Estonska a Livonska. Polsko-litevská protiofenzíva vedená hejtmanem Janem Karolem Chodkiewiczem v letech 1601–1602 vytlačila Švédy od Rigy na sever do Estonska. V letech 1604–1605 Švédové znovu vpadli do Livonska, ale Chodkiewicz je, i přes početně slabší armádu, přesvědčivě porazil v bitvě u Kircholmu. Z důvodů nedostatku financí však Chodkiewicz nemohl pokračovat v tažení do Estonska. Další švédský útok nastal v letech 1608–1609 a byl Chodkiewiczem opět odražen. Teprve když Karel IX. v říjnu 1611 zemřel, mohla být válka ukončena.

## Domácí politika
Mezi nejdůležitější počiny Zikmundovy vlády patří změna hlavního města, po roce 1598 přenesl ze strategických důvodů své sídlo z dosavadního Krakova do Varšavy. 
V Polsko-litevském státě Zikmund prováděl umírněnou rekatolizační politiku. Spoléhal přitom na misionářskou činnost jezuitů, jejichž řádu byl jako terciář členem. Na Zikmundově dvoře působili jezuitští kazatelé Bernard Gołyński, poměrně tolerantní Piotr Skarga a ke konci jeho vlády i Andrzej Bobola. Značný vliv v politice i králově osobním životě měli i hnězdenští arcibiskupové Stanisław Karnkowski, a posléze Wojciech Baranowski, Pod vlivem arcibiskupa Karnkowského Zikmund zavedl diskriminující zákony proti Židům a muslimům, jimž zakázal zastávat veřejné funkce. Jakékoli pokusy o konverzi katolíků k judaismu nebo islámu měly být trestány smrtí, mimo zákon byly postaveny i sňatky muslimů s katoličkami. 
Zikmundova snaha o přivedení pravoslavné církve na polsko-litevském území k unii s Římem měla částečný úspěch ve formě Brestlitevské unie.
Roku 1605 se ovdovělý Zikmund podruhé oženil, a to s mladší sestrou své zemřelé ženy, princeznou Konstancií Habsburskou.
Současně se Zikmund pokusil omezit moc šlechty a prosadit královský absolutismus, což vyvolalo v roce 1606 povstání hejtmana Mikołaje Zebrzydowského, které bylo sice potlačeno, ale na následném sněmu byla potvrzena nedotknutelnost práv šlechty a náboženská tolerance.

## Válka s Ruskem
Od roku 1605 Zikmund podporoval Lžidimitrije I. v jeho snaze získat ruský trůn a pomohl dojednat jeho sňatek s významnou polskou šlechtičnou Marinou Mniszkovou, po jeho zavraždění a následných zmatcích se Zikmund rozhodl pro invazi do Ruska. Polský korunní hejtman Stanisław Żółkiewski roku 1609 dobyl Smolensk, následně v bitvě u Klušina porazil ruská vojska a opanoval Moskvu. Ruský car Vasilij IV. Šujský se stal Żółkiewského zajatcem, byl odvezen do Polska a uvržen do vězení, kde zanedlouho zemřel. Żółkiewski i někteří další polští magnáti prosazovali volbu Zikmundova syna Vladislava ruským carem, což schvalovala i část ruských bojarů, ovšem za předpokladu, že by Vladislav přijal pravoslavné vyznání, což pro něj, a zejména pro jeho otce, bylo naprosto nepřijatelné.
Polská posádka držela moskevský Kreml až do jara 1612, kdy byla vyhnána povstáním Kuzmy Minina a Dimitrije Požarského. Polsko-ruská válka pak doznívala jako pohraniční konflikt až do roku 1618. kdy byl v Deulinu podepsán mír, jímž Polsko-litevská republika získala Livonsko, Smolensk a Černihiv.

## Válka s Osmanskou říší
Roku 1619 sedmihradský kníže Gabriel Bethlen povstal proti Habsburkům. Zikmund poslal Habsburkům na pomoc žoldnéřské vojsko tzv. lisovčíků, kteří v bitvě u Humenného rozbili sedmihradské vojsko. Poté se Sedmihradsko obrátilo s žádostí o pomoc k Osmanům a jeho dosavadní spojenec, moldavský kníže Gaspar Graziani přešel na stranu Polska. To mělo za následek vypuknutí války Polsko-litevského státu s Osmanskou říší o hegemonii nad Moldavským knížectvím. V její první významnější bitvě u Cecory padl polský vojevůdce Stanisław Żółkiewski a jeho vojsko bylo poraženo. Na jaře 1621 vytáhl sám sultán Osman II. na sever k polským hranicím, byl však poražen v první bitvě u Chotynu na Ukrajině nedaleko ukrajinsko-moldavsko-rumunského pomezí. Následný mír stanovil hranici mezi osmanskými a polskými zeměmi na Dněstru a potvrdil status Moldávie jako osmanského vazala. Vojenský neúspěch nicméně otřásl postavením sultána Osmana II., který byl následně roku 1623 při palácovém převratu zavražděn a nahrazen svým mladším bratrem Muradem IV.

## Neúspěšný atentát

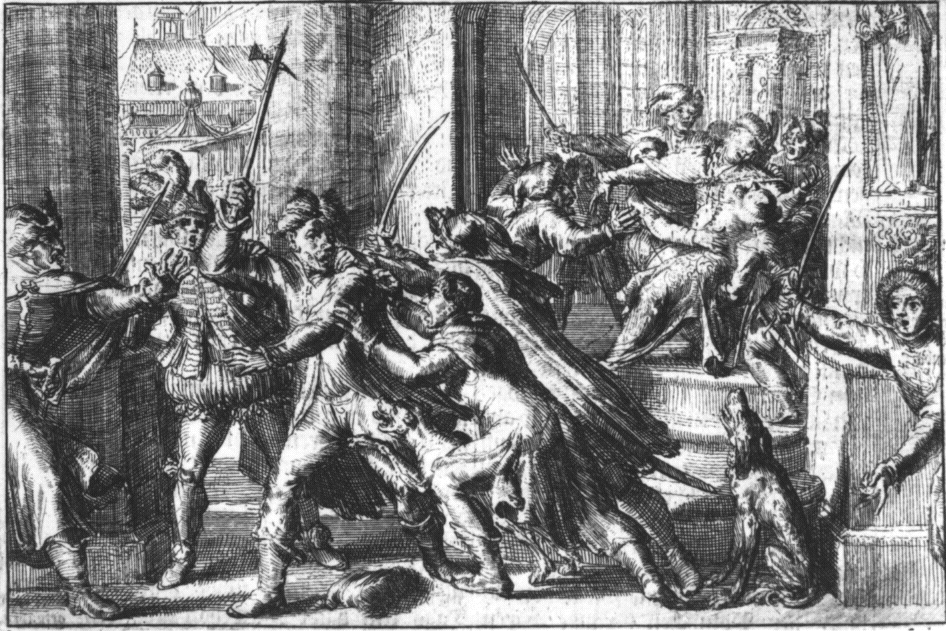
atentát na Zikmunda III. na dobové rytině

15. listopadu 1620 byl na Zikmunda spáchán neúspěšný atentát. Před varšavskou katedrálou krále napadl pomatený útočník Michal Piekarski a zranil ho válečnou sekerou. Králi přispěchali na pomoc jeho syn Vladislav a dvorní maršálek Lukasz Opalński, kteří útočníka zneškodnili. Atentátník se ke svému činu přiznal, byl odsouzen k smrti a popraven rozčtvrcením.
Introvertní a nedůvěřivý Zikmund se stal po tomto útoku ještě podezíravějším.

## Druhá a třetí válka se Švédskem
Zaneprázdnění polské armády bojem s Osmany využil švédský král Gustav II. Adolf k novému vpádu do Livonska. Polsko-litevský stát musel uzavřít nevýhodný mír, jímž bylo Livonsko rozděleno tokem Dviny na polsko-litevskou a švédskou část. Gustav II. Adolf však tento stav odmítl akceptovat, roku 1625 obsadil jižní Livonsko a s tichým souhlasem litevského hejtmana Krzysztofa Radziwiłła, který jako protestant nesouhlasil se Zikmundovou rekatolizační politikou, vpadl do Litvy. Litevský maršálek Jan Sapieha mu bez Radziwiłłovy pomoci nedokázal čelit a byl na počátku roku 1626 u Wallhofu drtivě poražen. Následovala námořní invaze Švédů do Východního Pruska a ke Gdaňsku, který oblehli. Nový polský korunní hejtman Stanisław Koniecpolski vytáhl v létě 1627 na pomoc Gdaňsku a svedl se Švédy nerozhodnou bitvu u Tczew, v níž Gustav II. Adolf utrpěl zranění a byl přinucen se stáhnout do Východního Pruska. Švédské loďstvo, které nepřestalo blokovat Gdaňsk, pak v námořní bitvě u Oliwy rozprášil admirál Aarend Dickmann, původem Holanďan, přestože sám v této bitvě padl.
Zikmundovi se následně podařilo vyjednat vojenskou pomoc od římskoněmeckého císaře Ferdinanda II. Do Pomořanska byla vyslána císařská vojska pod vedením Albrechta z Valdštejna a Jana Jiřího z Arnimu. Právě Arnimovi se pak v srpnu 1629 podařilo dosáhnout přesvědčivého vítězství v bitvě u Trzciany. Následný mír ve Starém Targu přiznal Švédsku kontrolu většiny Livonska, ale také pruských měst včetně Klajpedy, Pilavy a Elblągu. Švédové rovněž získali právo zdanit polský obchod v Baltském moři.

## Poslední léta a smrt
V roce 1631 se začalo stárnoucímu Zikmundovi rychle zhoršovat zdraví. Velké utrpení mu působila artróza, k níž se po smrti jeho milované druhé ženy Konstancie připojily těžké deprese. Od března 1632 byl trvale upoután na lůžku. Zemřel na mozkovou mrtvici v noci z 29. na 30. května 1632.

## Manželství a potomci
4. května roku 1592 ve Vídni uzavřel sňatek per procura (Zikmunda zastupoval litevský maršálek Albrecht Radziwiłł) s Annou Habsburskou. Vlastní svatba, spojená s Anninou korunovací polskou královnou, se uskutečnila 31. května téhož roku v Krakově.
Z manželství Anny a Zikmunda vzešlo pět dětí, jediný Vladislav se však dožil dospělosti.
- Anna Marie Vasa (23. května 1593 – 9. února 1600)
- Kateřina Vasa (19. dubna 1594 – 16. května 1594)
- Vladislav IV. Vasa (9. června 1595 – 20. května 1648), od roku 1632 polský král a velkokníže litevský, v letech 1610 – 1613 zvolený ruský car, do roku 1634 titulární car Ruska,
⚭ 1637 Cecílie Renata Habsburská (16. července 1611 – 24. března 1644)
⚭ 1646 Ludovika Marie Gonzagová (18. srpna 1611 – 10. května 1667)
- Kateřina Vasa (27. září 1596 – 2. června 1597)
- Kryštof Vasa (*/† 10. února 1598)

Při porodu posledního syna Anna zemřela. Její manžel se sedm let poté, v roce 1605, oženil s její o patnáct let mladší sestrou Konstancí. Z manželství Konstance a Zikmunda III. vzešlo sedm potomků, dva z nich však zemřeli v útlém věku:
1. Jan Kazimír (25. prosince 1607 – 14. ledna 1608)
2. Jan II. Kazimír (22. března 1609 – 16. prosince 1672), polský král v letech 1648–1668 a titulární král švédský v letech 1648–1660,
⚭ 1649 Ludovika Marie Gonzagová (18. srpna 1611 – 10. května 1667)
⚭ 1672 Claudine Françoise Mignot (20. ledna 1624 – 30. listopadu 1711), morganatické manželství
3. Jan Albert (25. června 1612 – 29. prosince 1634), kníže-biskup v Krakově a Varmii
4. Karel Ferdinand (13. října 1613 – 9. května 1655), biskup vratislavský, kníže opolský a niský
5. Alexandr Karel (4. listopadu 1614 – 19. listopadu 1634), svobodný a bezdětný
6. Anna Konstance (*/† 1616)
7. Anna Kateřina Konstance (7. srpna 1619 – 8. října 1651), ⚭ 1642 Filip Vilém Falcký (24. listopadu 1615 – 2. září 1690), falckrabě rýnský a neuburský, vévoda z Bergu a Jülichu a v letech 1685–1690 falcký kurfiřt

## Osobnost a hodnocení
Zikmund III. Vasa patřil mezi nejvzdělanější panovníky své doby. Plynně hovořil pěti jazyky, zajímal se o antickou filozofii, věnoval se sběratelství umění i vlastní malířské tvorbě, připisuje se mu např. obraz Panny Marie Bolestné z roku 1620, jehož předlohou zřejmě byla králova oblíbenkyně Ursula Meyerinová. Je známo, že se s oblibou věnoval kreslení i v průběhu sněmů a politických jednání. Zabýval se též stříbrotepectvím, zhotovil mj. i části relikviáře Sv. Vojtěcha, uloženého v Hnězdenské katedrále. Zajímal se rovněž o astrologii a alchymistické pokusy, které králi předváděl významný polský alchymista Michal Sendivoj ze Skorska. Byl rovněž velkým milovníkem divadla, sám dokonce napsal několik divadelních her. Proslul jako dobrý tanečník, vedle polských lidových tanců si oblíbil i tehdy moderní italské tance saltarello, pavane a passamezzo, vynikal také ve hře na cemballo. K jeho zábavám patřily i některé sporty, zejména šerm a kopaná, neoblíbil si však lov.
Zikmundova povaha byla introvertní, citlivá a často rozkolísaná. Zejména v pozdějších letech byl velmi nedůvěřivý, trpěl výkyvy nálad a depresemi. S tím se pojila Zikmundova zbožnost, jako horlivý katolík a člen třetího řádu Tovaryšstva Ježíšova přísně dbal na dodržování postů a sexuální abstinence ve středu a v pátek, každý den se účastnil mše svaté a dvakrát do měsíce se zpovídal. Zvláštním rysem Zikmundovy vlády byl náboženský nepotismus – tři z jeho synů, Jan Kazimír, Jan Albrecht a Karel Ferdinand, byli vysvěceni na kněze a zastávali významné církevní úřady. Karel byl v roce 1625 jmenován biskupem ve Vratislavi a v roce 1640 biskupem v Płocku. Jan Albert se stal roku 1621 jako desetiletý chlapec biskupem ve Varmii a v roce 1632 kardinálem-biskupem krakovským. Jan Kazimír byl roku 1646 jmenován kardinálem, ale po svém nástupu na trůn byl kněžských slibů zproštěn a kardinálské hodnosti se zřekl. Hodnocení Zikmunda III. Vasy a jeho dlouhé vlády je v polské historiografii poněkud rozporuplné. Jeho vláda bývá označována za zlatý věk Republiky obou národů, což platí zejména v oblasti kultury. Spadá do ní období rozkvětu polského humanismu a raně barokního umění. Zároveň se ale začaly objevovat znaky pozvolného úpadku Republiky obou národů. Na celkové situaci se nepříznivě podepsala Zikmundova náboženská netolerance a politický avanturismus, jehož důsledkem byla série vyčerpávajících válek se Švédskem a náročné, ale v konečném důsledku neúspěšné vměšování do situace v Rusku.

## Tituly
- Latinsky: Sigismundus Tertius Dei gratia rex Poloniæ, magnus dux Lithuaniæ, Russiæ, Prussiæ, Masoviæ, Samogitiæ, Livoniæque, necnon Suecorum, Gothorum Vandalorumque hæreditarius rex.
- Česky: Zikmund III., z Boží vůle král polský, velkokníže litevský, ruský, pruský, mazovský, žmuďský, livonský a také dědičný král Švédů, Gótů a Vandalů.